# Rue de Florence (Paris)
Pour les articles homonymes, voir Rue de Florence.
La rue de Florence est une voie du 8e arrondissement de Paris. 

## Situation et accès
Elle commence au 35, rue de Saint-Pétersbourg et se termine au 32, rue de Turin.

## Origine du nom

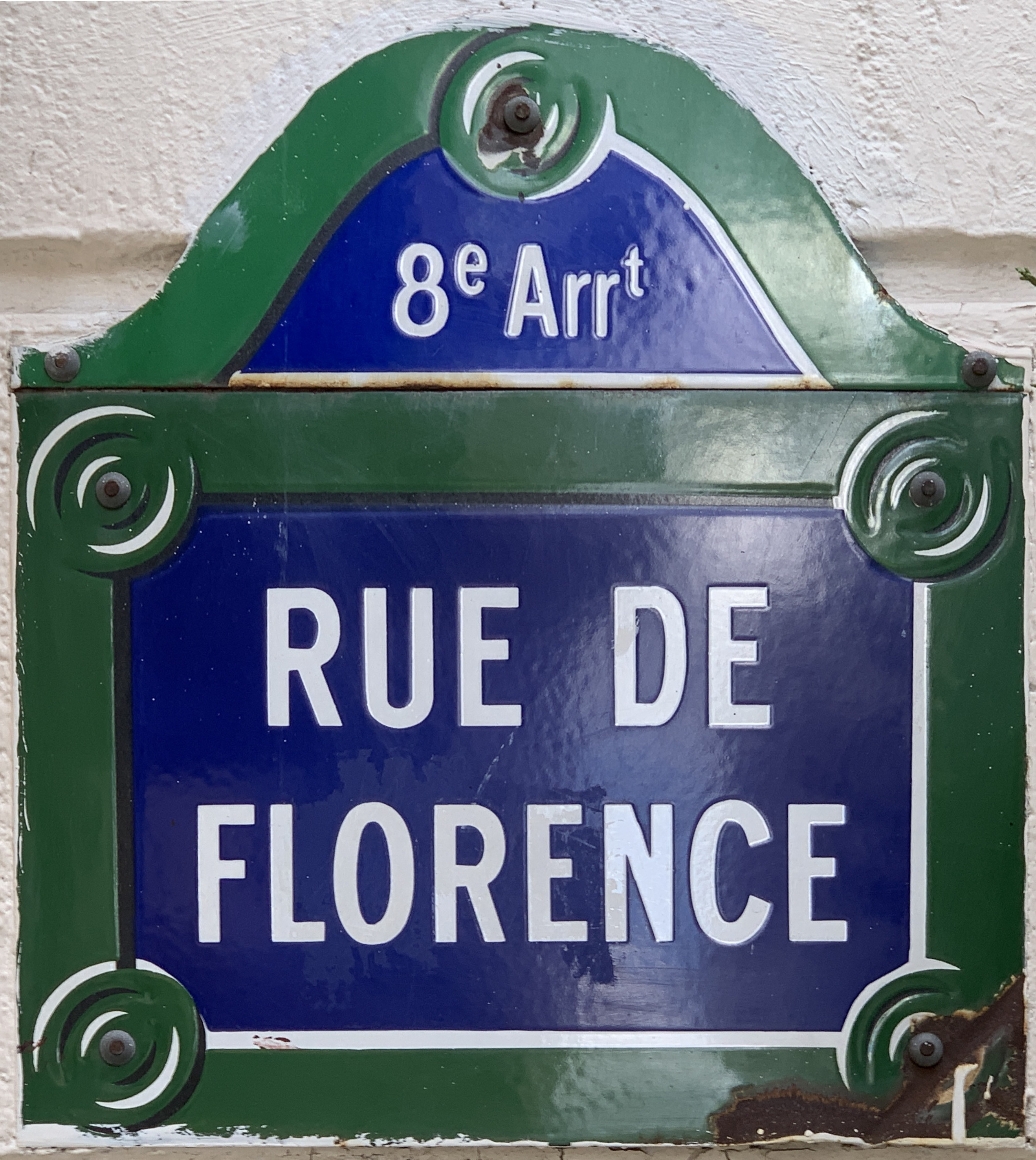
Plaque de la rue.

Faisant partie du quartier de l'Europe, elle tient son nom de la ville de Florence en Italie, qui était à l'époque de sa création en 1826 la capitale du grand-duché de Toscane.

## Historique
La rue de Florence fut ouverte en 1826. Elle faisait jadis partie de la longue rue de Bruxelles qui allait de la place Blanche à la rue du Général-Foy.
En 2022, dans le cadre du programme « rues aux écoles », la rue est entièrement piétonisée,.

## Bâtiments remarquables et lieux de mémoire
- No 3 : Arlette Dorgère (1880-1965), actrice y habitait en 1910[3].
- No 4 : école élémentaire publique Florence, dont le bâtiment date de 1894.
- No 7 : le journaliste et écrivain Bernard Lazare (1865-1903) est mort dans cet immeuble en 1903. L'auteur dramatique et poète Maurice Donnay (1859-1945), de l'Académie française, y demeurait en 1910[3]. Des plaques leur rendent hommage (celle de Maurice Donnay disparaît en 2014-2015).
- No 8 : Paul Gavault (1867-1951), auteur dramatique et directeur du théâtre de l'Odéon  y demeurait en 1910[3].
- Nos 8-10 : école élémentaire publique Paul-Baudry.

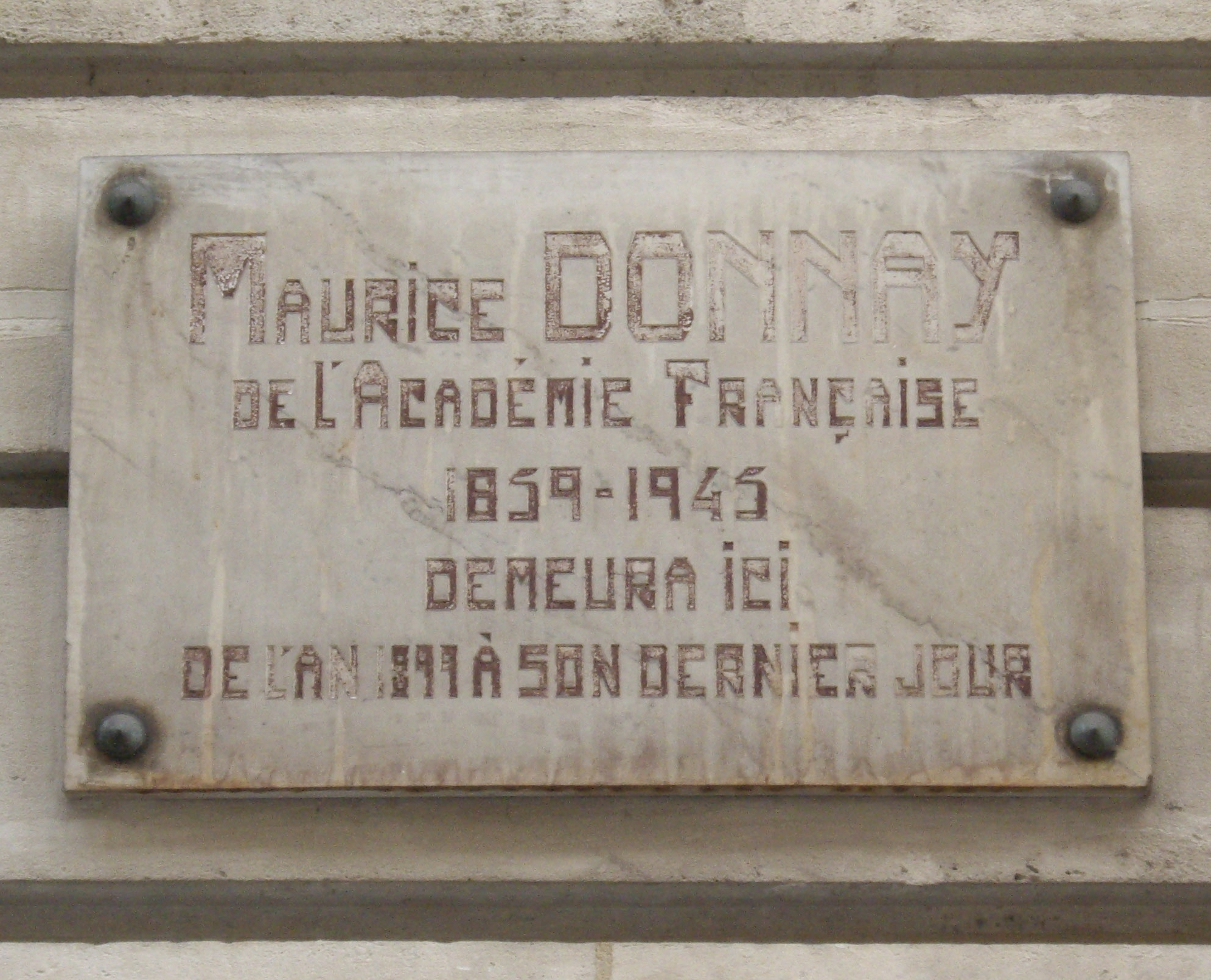
Plaque au no 7.